# Laodike (Tochter des Priamos)
Laodike (altgriechisch Λαοδίκη Laodíkē) ist in der griechischen Mythologie eine Tochter von Priamos und Hekabe. 
Sie ist die Gattin des Helikaon, durch den ihr eine Versklavung nach der Eroberung Trojas erspart bleibt. An anderer Stelle ist sie mit Telephos verheiratet, der jedoch als Mann von Astyoche gilt, der Schwester von Priamos.
Nach späterer Überlieferung verliebte Laodike sich als Jungfrau in Theseus’ Sohn Akamas (oder dessen Bruder Demophon), der als Gesandter mit Diomedes wegen der Rückgabe Helenas nach Troja gekommen war, und hatte mit ihm einen Sohn, Munitos (oder Munichos), der von Aithra, Akamas’ Großmutter und damaliger Dienerin Helenas, aufgezogen und nach der Eroberung Trojas Akamas übergeben wurde.
In der Lesche der Knidier in Delphi erscheint sie unter den gefangenen Troerinnen. Nach anderer Lesart wurde Laodike selbst aber bei der Zerstörung der Stadt auf ihr Flehen hin von einer Erdspalte verschlungen oder sie starb später aus Verzweiflung über den Verlust ihres Sohns, der zu Olynthos durch den Biss einer Schlange umgekommen war.